# Gauliga Ostpreußen
De Gauliga Ostpreußen was een van de zestien Gauliga's die in 1933 werd opgericht na de machtsgreep van de NSDAP in 1933. De overkoepelende voetbalbonden van de regionale kampioenschappen werden afgeschaft en zestien Gauliga's namen de plaats in van de voorheen ontelbare hoogste klassen. In de Gauliga Ostpreußen speelden teams uit de provincie Oost-Pruisen en Danzig. De kampioen mocht altijd naar de nationale eindronde. 
Bij de invoering waren er twee groepen van zeven teams. In 1935 speelden de clubs van het voorgaande seizoen samen met de beste clubs uit de Bezirksklasse een soort voorronde van de Gauliga. Er waren vier reeksen en de top twee plaatste zich voor de eigenlijke Gauliga. Dit systeem werd na drie seizoenen afgevoerd en er kwam één reeks in de Gauliga met tien clubs. 
Door het uitbreken van de oorlog verdwenen enkele clubs zoals legerclub Yorck Boyen Insterburg of Gedania Danzig dat een club was van de Poolse minderheid. In 1940 werd de Gauliga Danzig-Westpreußen opgericht en gingen een aantal clubs in deze Gauliga spelen.
Het seizoen 1944/45 werd niet voltooid.

## Erelijst
| Seizoen | Kampioen                   | Vicekampioen                  |
| 1933-34 | Preußen Danzig             | MSV Hindenburg Allenstein     |
| 1934-35 | MSV Yorck-Boyen Insterburg | SV Prussia-Samland Königsberg |
| 1935-36 | MSV Hindenburg Allenstein  | SV Prussia-Samland Königsberg |
| 1936-37 | MSV Hindenburg Allenstein  | MSV Yorck-Boyen Insterburg    |
| 1937-38 | MSV Yorck-Boyen Insterburg | BuEV Danzig                   |
| 1938-39 | MSV Hindenburg Allenstein  | SV Masovia Lyck               |
| 1939-40 | VfB Königsberg             | Preußen Danzig                |
| 1940-41 | VfB Königsberg             | SV Preußen Mielau             |
| 1941-42 | VfB Königsberg             | SV Preußen Mielau             |
| 1942-43 | VfB Königsberg             | SV Prussia-Samland Königsberg |
| 1943-44 | VfB Königsberg             | SV Insterburg                 |

## Eeuwige ranglijst
| Club                          | /11 |
| ----------------------------- | --- |
| VfB Königsberg                | 11  |
| SV Prussia-Samland Königsberg | 11  |
| BuEV Danzig                   | 7   |
| SV Insterburg                 | 7   |
| SV Hindenburg Allenstein      | 6   |
| SV Masovia Lyck               | 6   |
| Preußen Danzig                | 6   |
| KS Gedania Danzig             | 6   |
| Rasensport-Preußen Königsberg | 6   |
| SV Viktoria Allenstein        | 5   |
| Rastenburger SV 08            | 5   |
| Tilsiter SC                   | 5   |
| Polizei SV Danzig             | 5   |
| Yorck Boyen Insterburg        | 5   |
| Königsberger TSV              | 5   |
| Reichsbahn SG Königsberg      | 5   |
| Viktoria Elbing               | 4   |
| FC Preußen Gumbinnen          | 4   |
| SV 19 Neufahrwasser           | 4   |
| VfB Osterode                  | 4   |
| SV 1910 Allenstein            | 4   |

| Club                       | /11 |
| -------------------------- | --- |
| MSV von der Goltz Tilsit   | 4   |
| RSV Ortelsburg             | 3   |
| SpVgg ASCO Königsberg      | 3   |
| VfB Tilsit                 | 2   |
| Concordia Königsberg       | 2   |
| SV Preußen Mielau          | 2   |
| LSV Richthofen Neukuhren   | 2   |
| SV Goldap                  | 2   |
| MTV Ponarth                | 2   |
| SC Preußen Insterburg      | 2   |
| RSV Heiligenbeil           | 2   |
| VfR Hansa Elbing           | 2   |
| RSV Braunsberg             | 1   |
| VfB Labiau                 | 1   |
| SG Allenstein              | 1   |
| SG Elbing                  | 1   |
| VfB Freya Memel            | 1   |
| Luftwaffen-SV Heiligenbeil | 1   |
| SV Yorck Insterburg        | 1   |
| SC Lauental                | 1   |

Originele Gauliga's: Baden · Bayern · Berlin-Brandenburg · Hessen · Mitte · Mittelrhein · Niederrhein · Niedersachsen · Nordmark · Ostpreußen · Pommern · Sachsen · Schlesien · Südwest-Mainhessen · Westfalen · Württemberg

Gauliga's na 1939: Hamburg · Hessen-Nassau · Köln-Aachen · Kurhessen · Mecklenburg · Moselland · Niederschlesien · Oberschlesien · Osthannover · Schleswig-Holstein · Südhannover-Braunschweig · Weser-Ems · Westmark

Gauliga's in bezette gebieden: Böhmen und Mähren · Danzig-Westpreußen · Elsaß · Generalgouvernement · Sudetenland · Ostmark · Wartheland